# Primera estelación del rombododecaedro

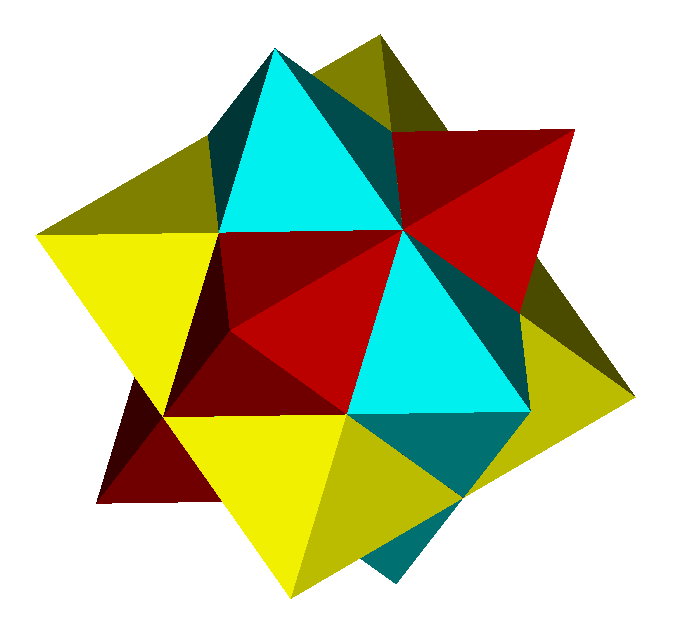
Sólido de Escher. Esta imagen no representa la estelación, porque diferentes partes visibles de una única cara hexagonal de la estelación tienen diferentes colores. Sin embargo, la coloración es consistente con una representación del politopo compuesto de tres octaedros aplanados

En geometría, la primera estelación del rombododecaedro es un poliedro que se interseca a sí mismo y tiene 12 caras, cada una de las cuales es un hexágono no convexo. Es un estelación del rombododecaedro y tiene la misma capa exterior y la misma apariencia visual que otras dos formas: el sólido de Escher, con 48 caras triangulares, y un politopo compuesto de tres octaedros aplanados con 24 caras triangulares superpuestas.
El sólido de Escher puede teselar el espacio para formar el panal rombododecaédrico estrellado.

## Estelación, sólido y compuesto
La primera estelación del rombododecaedro tiene 12 caras, cada una de las cuales es un hexágono no convexo. Es una estelación del rombododecaedro, lo que significa que cada una de sus caras se encuentra en el mismo plano que una de las caras rómbicas del rombododecaedro, conteniendo cada cara el rombo en el mismo plano, y que tiene las mismas simetrías que el rombododecaedro. Es la primera estelación, lo que significa que ningún otro poliedro que se interseca a sí mismo con los mismos planos de caras y las mismas simetrías tiene caras más pequeñas. Extender las caras hacia afuera aún más en los mismos planos conduce a dos estelaciones más, si se requiere que las caras sean polígonos simples.
Para poliedros formados solo usando caras en los mismos 12 planos y con las mismas simetrías, pero permitiendo caras que no sean simples o disponer múltiples caras en un solo plano, surgen posibilidades adicionales. En particular, al eliminar el rombo interior de cada cara hexagonal de la estelación quedan cuatro triángulos, y el sistema resultante de 48 triángulos forma un poliedro no convexo diferente sin autointersecciones que forma el límite de una forma sólida, a veces llamada sólido de Escher. Esta forma aparece en las obras de M. C. Escher Cascada y en un estudio para Estrellas (aunque Estrellas presenta una forma diferente, el compuesto de tres octaedros). Como la estelación y el sólido tienen la misma apariencia visual, no es posible determinar cuál de los dos pretendía representar Escher en Cascada. En el estudio de Estrellas, representa el poliedro en forma alámbrica e incluye aristas que forman parte de la forma del sólido de Escher pero que no forman parte de la estelación (donde estos segmentos están formados por cruces de caras en lugar de ser aristas). Sin embargo, una interpretación alternativa para la misma forma alámbrica es que representa una tercera forma con una apariencia similar, el politopo compuesto de tres octaedros aplanados con 24 caras triangulares superpuestas.
Las 48 caras triangulares del sólido son isósceles. Si el lado más largo de estos triángulos tiene una longitud {\displaystyle s}, entonces los otros dos miden {\displaystyle {\tfrac {\sqrt {3}}{2}}s}. El área de la superficie del sólido es {\displaystyle 12{\sqrt {2}}s^{2}} y su volumen es {\displaystyle 4s^{3}}.

## Vértices, aristas y caras
Los vértices de la primera estelación del rombododecaedro incluyen los 12 vértices del cuboctaedro, junto con ocho vértices adicionales (los vértices de grado 3 del rombododecaedro). El sólido de Escher tiene seis vértices adicionales, en los puntos centrales de las caras cuadradas del cuboctaedro (los vértices de grado 4 del rombododecaedro). En la primera estelación del rombododecaedro, estos seis puntos no son vértices, sino que son los puntos medios de pares de aristas que se cruzan en ángulos rectos en estos puntos.
La primera estelación del rombododecaedro tiene 12 caras hexagonales, 36 aristas y 20 vértices, lo que produce una característica de Euler de 20 − 36 + 12 = −4. En cambio, el sólido de Escher tiene 48 caras triangulares, 72 aristas y 26 vértices, lo que produce una característica de Euler de 26 − 72 + 48 = 2.

## Teselación

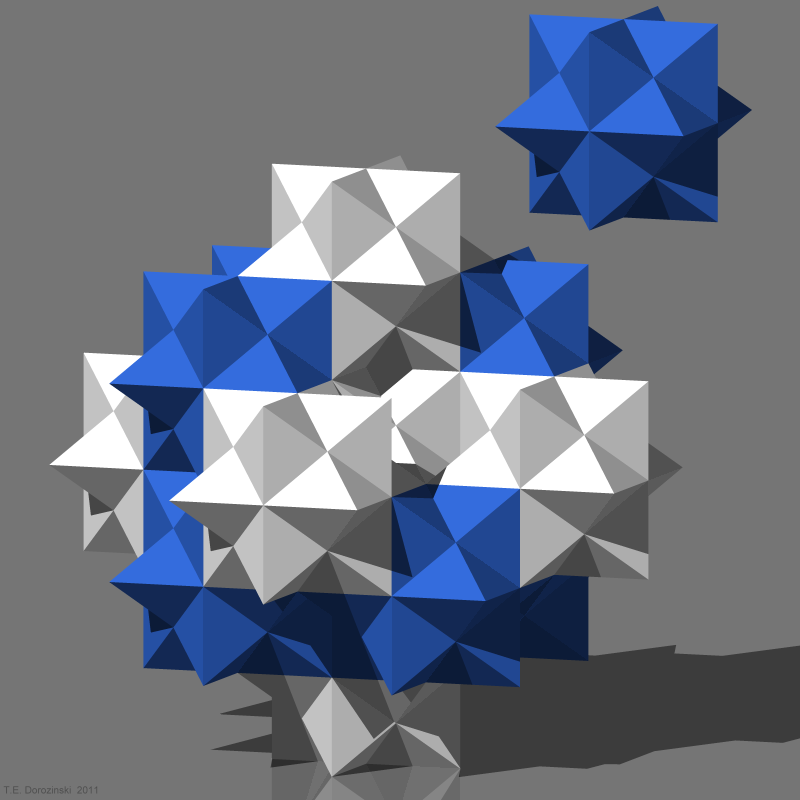
Teselado del espacio con los sólidos de Escher

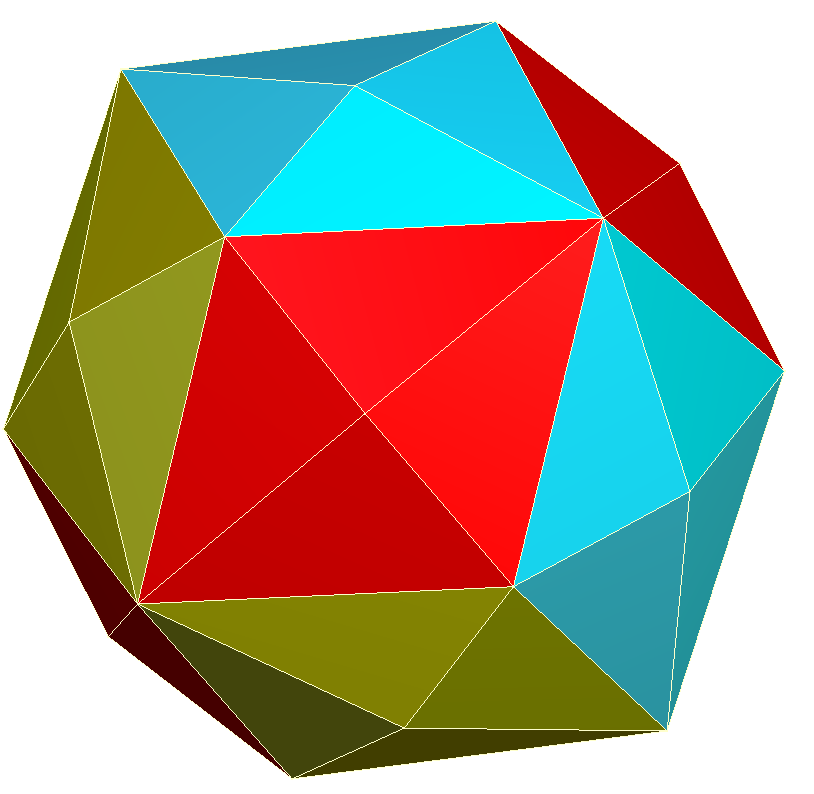
El sólido de Escher es equivalente topológicamente al hexaquisoctaedro, un sólido de Catalan, que puede verse como un rombododecaedro con pirámides rómbicas más cortas aumentadas en cada cara

El sólido de Escher puede teselar el espacio para formar el panal rombododecaédrico estrellado. Seis sólidos coinciden en cada vértice. Este panal es celdas-transitiva, isotoxal e isogonal.

El cubo de Yoshimoto, un rompecabezas de disección entre un cubo y dos copias del sólido de Escher, está estrechamente relacionado con esta teselación.